# 蜘蛛女 (漫画)
『蜘蛛女』（くもおんな）は、秋本葉子によるホラー少女漫画作品。既刊5巻19話（うち2話単行本未収録）。

## 概要
「なかよしラブリー」（講談社）2007年春の号から2011年秋の号(「なかよしラブリー」最終号)まで二回の中断を挟んで連載された後、「本当にヤバイホラーストーリー」のケータイ地獄、初カレ地獄、放課後地獄、おうち地獄、いきもの地獄、ヒミツ地獄、4時44分地獄、心友地獄、初恋地獄（講談社）に掲載され両誌の看板作としての役割を担った。なお、心友地獄、初恋地獄の掲載分二作は単行本未収録である。他に「本当にヤバイホラーストーリー」では主人公の河津チェリーは地獄少女の閻魔あいと共に案内役を務め、一部の巻の冒頭では蜘蛛女が案内役を務める単行本書き下ろしページがある。
掲載誌のなかよしラブリーならびに本当にヤバイホラーストーリー終了に伴い、単行本は5巻で止まっており、今の所は本当にヤバイホラーストーリー最終巻の2015年3/6発刊の「初恋地獄」掲載話を最後に新作は出されてないが、この最終掲載話は特に最終回的要素の無い話であり、また単行本5巻末尾のオマケ漫画では「今後も三匹の動向を暖かく見守ってください」とあり、終了宣言などは出されていない。

## 解説
各話のナンバーは「一話、二話」ではなく「一幕、二幕」というふうに「幕」で表現される。各巻の巻末に掲載されるオマケ漫画はナンバー外であり、ギャグ調のコミカルなもので、自己パロディが多い。
各話全て、独立した話であり、蜘蛛女・河津チェリーとお伴の蜘蛛2匹以外の登場人物は幕ごとに全て変化する。ただし例外として五幕で登場した芳野翔馬は七幕の最後の方に少し登場しており、2巻のオマケ漫画にも登場している。
当初は地獄少女の影響を受けてか、大した落ち度もないゲスト主人公が食われてしまうような理不尽話が散見されたが、徐々に勧善懲悪的な正しい人物が助かり、悪しき陰謀を持った人物が食われる作風に移行している（ただし、悪行と言ってもそれが「死」に値する程のものでない事がほとんどであり、そもそも標的者が暴走した原因が蜘蛛女の魔法に起因する事が多いのだが）。
蜘蛛女が「その願いかなえてあげよっか?」と言っても、大概の標的者は本気にせず、ほぼ冗談交じりに承諾するが、その後、蜘蛛女の魔法の効果があまりに劇的なため標的者は驚いてしまう、その反応に蜘蛛女は一度は「じゃ、やめる?」と中止を提案するのだが、その提案に対して中止を要請した標的者は一人もいない、魔法の効果を思い知った標的者は「いや、やめるわけにはいかない」とそれを断り、結果、どんどんと深みにはまっていってしまう。
蜘蛛女の標的になって食われたり殺されたりした人物は蜘蛛女の魔法のため、「最初からいない事になって」しまい、ほとんどの人物に忘れ去られる。ただし、縁の深い人物は「あれ?」程度だがかすかに覚えている事はあるが、それでも完全に思い出す事はできない。

## あらすじ
河津チェリーこと蜘蛛女は、それはオシャレで明るく優しい美少女、しかし、彼女は待っている…。獲物となる人間が彼女の巣へと飛び込むのを……。 
彼女は願いを持った人間に近づき「その願い、かなえてあげよっか？」と誘いをかける。その瞬間、彼女の目は暗闇の猫の瞳のような細く不気味なものになる。
そして標的者が承諾するとその願いを魔法でかなえ、当初は喜ばれるのだが、それがそのうち標的者が思ってもない結果になってしまうのだ。そして標的者は窮地に陥り、チェリーに「なんとかして」と泣きついた標的者に彼女は襲い掛かって食ってしまうのだ。

## 登場人物
河津チェリー（かわづ チェリー）
主人公。
人間社会では「チェリー」と呼ばれる事が多い。三幕までは一人称は「あたし」で性格もやや蓮っ葉で不敵な描写もあったが、四幕で脱皮して以降、一人称は「わたし」に変化し、性格も大人っぽくなる。当初は金髪のセミショートだったが四幕以降はセミロングであり美少女ではあるが、幾分ふっくらとした容姿であり、オマケ漫画でも食べすぎや体重を気にする描写がある。
身長、学年（年齢）等は各話によってまちまちであり、小中高校生から看護師、家政婦（看護師の時も家政婦の時も少女の姿であり、准看護師は17歳で就業でき、家政婦も中卒就業者と考えれば「少女」である事には変わりはない）として登場した話しもある。単行本第一巻の自己紹介では「国籍と年齢はヒミツ」であるが、話によっては少なくとも作中時間が40年は経過している話があったが、彼女の容姿は少女のままだった。
人間態のチェリーの時は普段は非常に優しく親切な天使のような性格だが、獲物となる標的者たちを処理する時は非常に残虐であり、相手が小学生の少女だろうと頭からバリバリと食べてしまう。第九幕「一心同体」では標的者の合唱部の部長と合唱部員たち合計17人を殺害している。
ほとんど制約のない様々な魔法が使え、時を巻き戻すことすら可能、魔法を使っている時は蜘蛛の巣が浮かぶ描写がある。
美少女の河津チェリーの姿は「エサを取るのに適した擬態」にすぎず、本体は巨大な蜘蛛であり、人を食う時は顔が醜く変形する状態を経て巨大な蜘蛛となる。しかし人間状態でも消化液や粘液の排出や噛みつきによる麻痺能力、頭部から小さな無数の蜘蛛を出す、擬死能力など蜘蛛としての能力を持ち、人間態の状態でも人を食らう描写がある。
人間界とは違う場所にある古風のアンティークな屋敷に住んでいるが、テレビや録画機器もある。
彼女の家の近くには「入ったら出る事も死ぬこともかなわぬ、永遠にさまよい続ける迷いの森」があり、ここに入れられるのは食われる以上の苦痛と制裁である。
二匹の大きな蜘蛛
チェリーがお供として連れている、人語を解する拳ほどの大きさの蜘蛛。
チェリーが学校などにいる時や級友などと居る時はどこかに隠れているが、それ以外の時はチェリーの両肩に乗っている事が多い。チェリーの家では自由に動きまわり、皿の上に乗った犠牲者と思わしき髑髏の上に乗っているシーンもある。
作中表現で二匹とも見分けはつかず、どちらがどうという区別はなく描写されている。様々な会話やツッコミをチェリーと行う。
二匹とも雌であり、話し方はやや尊大な男言葉の口調になる事もあれば、女性言葉になる事もある。
芳野翔馬（よしの しょうま）
第五幕「生きる術」と第七幕「蜘蛛女」ラストで登場した。
心優しいが少々気が弱く、校内でも最も乱暴な女子生徒・小林浅黄（こばやし あさぎ）率いるグループの暴力的ないじめに遭っていたが、自分のことを気にかけてくれたチェリーの優しさに惹かれ、彼女に恋心を寄せるようになり、次第に勇気を身に付けていく。
しかしチェリーが蜘蛛女であることを知り、浅黄が「入ったら出る事も死ぬこともかなわぬ、永遠にさまよい続ける迷いの森」に彷徨い、彼女の仲間は全員巨大な蜘蛛と化したチェリーの餌食となるが、自身だけ助かる。最後はチェリーと複雑な別れをすることになってしまう。
第七幕「蜘蛛女」のラストで少しだけ再登場し、心身ともに成長している姿を見せている。それを見ていたチェリーは安堵の微笑みを浮かべて去って行った。

## 書誌
- 第1巻 ISBN 9784063642322　 2009/8/6発行
収録：「なかよしラブリー」掲載の3話分
併録：読切『親切な小人たち』、4Pずつのオマケ漫画2話掲載
- 第2巻 ISBN 9784063642544　2010/9/6発刊
収録：「なかよしラブリー」掲載の4話分
併録：3Pのオマケ漫画掲載
- 第3巻 ISBN 9784063643343　2011/12/28発行
収録：「なかよしラブリー」掲載の4話分
併録：読切『プレゼント』、3Pのオマケ漫画掲載
- 第4巻 ISBN 9784063642070　 2013/11/13発行
収録：「本当にヤバイホラーストーリー」掲載の3話分
併録：読切『おしえてあげる』、3Pのオマケ漫画掲載
- 第5巻 ISBN 9784063644333　 2014/7/4発行
収録：「本当にヤバイホラーストーリー」掲載の3話分、書き下ろし1話掲載
併録：6Pのオマケ漫画掲載

他に単行本未収録の2話を除いた単行本収録分17話は、1話ごとに分冊化されていてKindleで購読可能。